# Neblatticida
Neblatticida is een geslacht van vliesvleugeligen uit de familie Encyrtidae. De wetenschappelijke naam van dit geslacht is voor het eerst geldig gepubliceerd in 1915 door Girault.

## Soorten
Het geslacht Neblatticida omvat de volgende soorten:
- Neblatticida fasciatipes Girault, 1915
- Neblatticida lotae (Girault, 1922)
- Neblatticida perfuscipennis (Girault, 1915)